# Wallendorf-Pont
Wallendorf-Pont (tyska: Wallendorferbrück) är en ort i Luxemburg.   Den ligger i kantonen Canton de Diekirch och distriktet Diekirch, i den centrala delen av landet, 30 kilometer norr om huvudstaden Luxemburg. Wallendorf-Pont ligger 179 meter över havet och antalet invånare är 117.
Terrängen runt Wallendorf-Pont är varierad. Wallendorf-Pont ligger nere i en dal.  Närmaste större samhälle är Ettelbruck, 13,4 kilometer väster om Wallendorf-Pont. 
I omgivningarna runt Wallendorf-Pont växer i huvudsak blandskog. Runt Wallendorf-Pont är det ganska tätbefolkat, med 60 invånare per kvadratkilometer.